# Sitofilija
Sitofilija je naziv za parafiliju, odnosno seksualno uzbuđenje ili užitak koje izaziva korištenje hrane u seksualne svrhe. Prakticiranje sitofilije je ponekad naziva food play. Sitofiliju valja razlikovati od vorarefilije kod koje seksualno zadovoljstvo izaziva čin proždiranja, a ne sama hrana.